# Класики (гра)

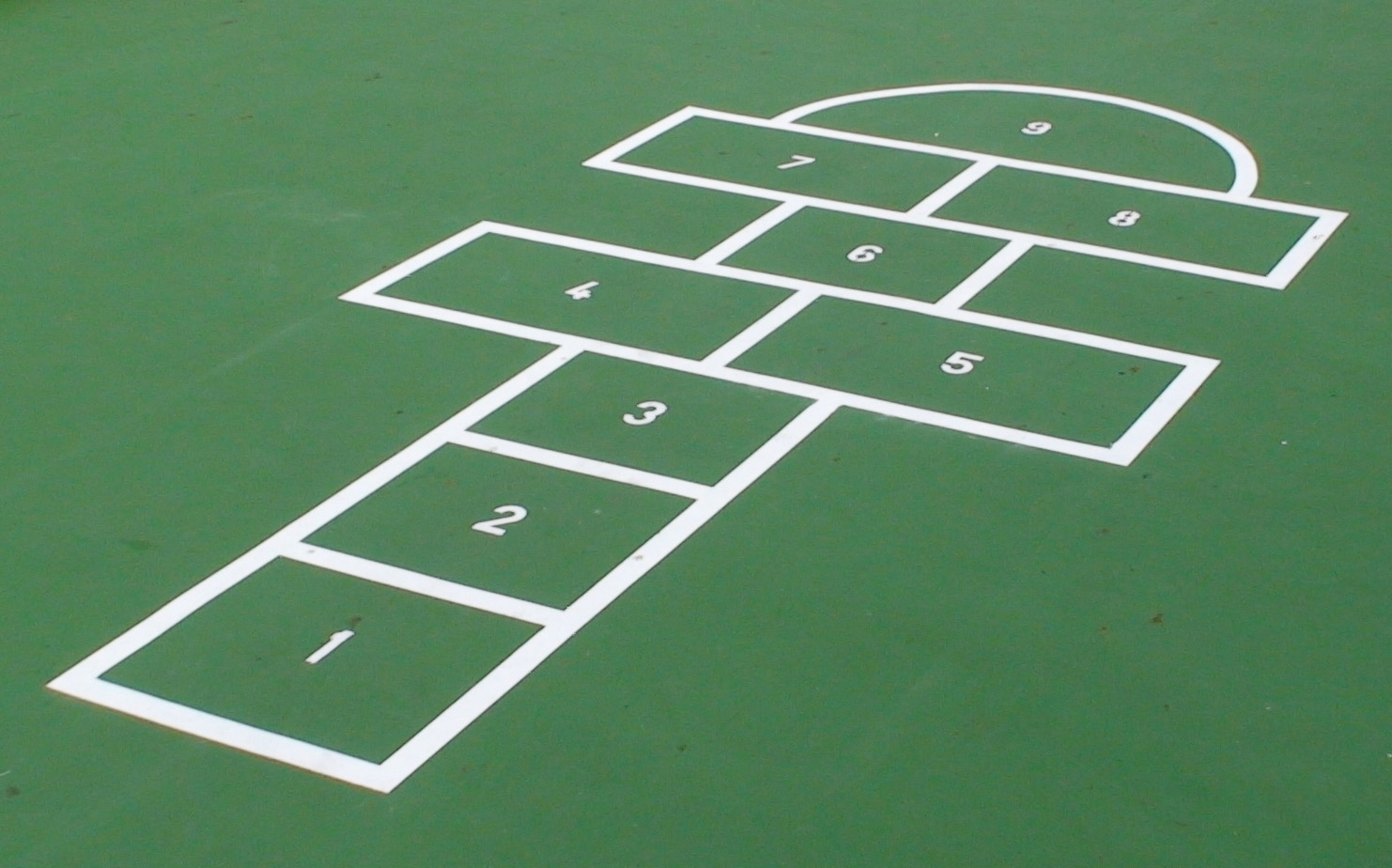
Класики

Кла́сики, або кла́си,— старовинна дитяча гра, популярна у всьому світі. Грається, зазвичай, на асфальті, розкресленому крейдою на квадратики або інші фігури («класи»). Гравці, стрибаючи на одній нозі, штовхають «біт(к)у» (наприклад, баночку з-під гуталіну або шайбу) з квадрата в наступний квадрат, намагаючись не потрапити на межу і не наступити на риску ногою. Зовсім маленьким дітям дозволяється стрибати на двох ногах. Є різновид гри без біт(к)и, коли квадрати нумеруються в довільному порядку і в них просто стрибають відповідно до традиційної послідовності рахунку — 1, 2, 3… Особливість гри полягає в тому, що стрибати доводиться вбік, назад, через один-два квадрати тощо, а переступати у квадраті, пристосовуючись до чергового стрибка, заборонено.

## Історія

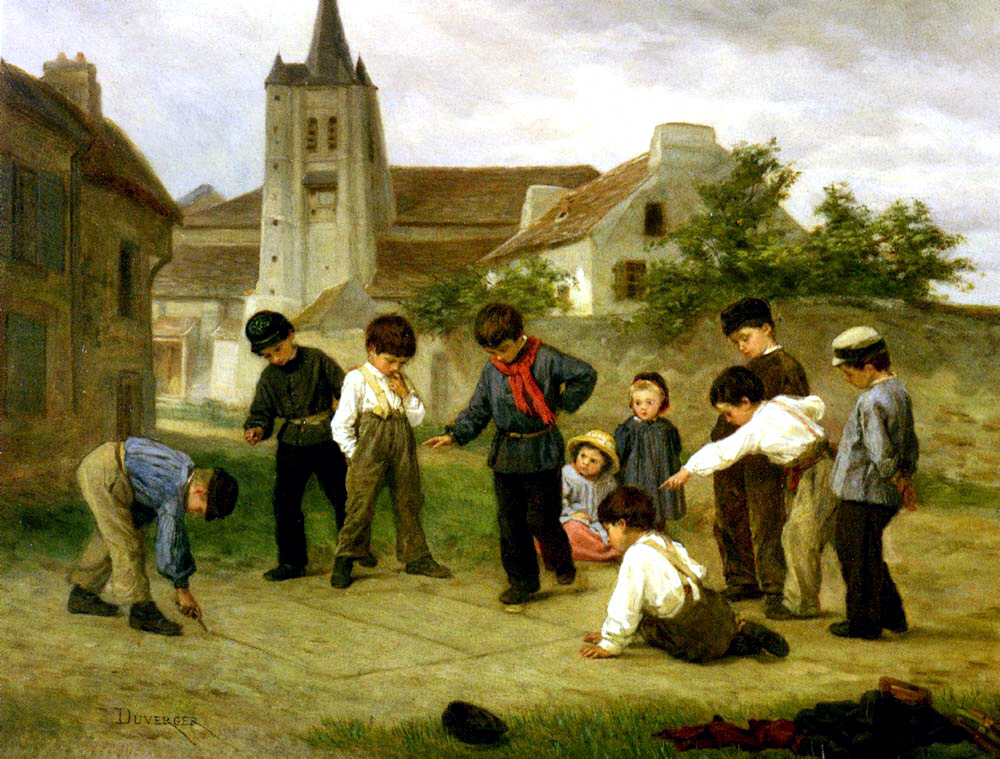
(1821 — не пізніше 1901), «Классики», написана не пізніше 1886, приватна колекція Art Renewal Center, США

Гра в класики була популярна в Європі вже в Середні століття, хоча іноді відзначають, що коріння гри сходять до часів Римської імперії: аналогічна гра згадана Плінієм. Так, 1574 року Корнеліус Кіліан зафіксував, що класики були широко поширені серед голландських дітей. Різновид гри, фр. franc du quarreau, згаданий в романі Франсуа Рабле «Гаргантюа і Пантагрюель», опублікованому 1534 року, говорили про неї й інші автори XV—XVII століть.
Спочатку гра, судячи зі згадок у літературі, була хлоп'ячою, наприкінці XIX століття, як мінімум в США і Данії, в ній стали брати участь і дівчатка (втім, конкретні правила та назви гри були трохи різні у хлопчиків та дівчаток). Уже на початку XX століття у всьому світі гра стала переважно дівочою, в ряді країн участь хлопчиків у грі стала непристойною.
Аналогічне зміщення відбулося в Росії. Гра потрапила до Росії, мабуть, в XIX столітті й до кінця століття дуже поширилася: так, вона була зафіксована на Кавказі (де була відома як «класи» або «цар» і мала різні схеми розкреслювання), в Білорусі. Дівчатка почали грати в класи до 1910-х років. Хлопчики продовжували брати участь у грі в 1930-і роки, згідно з твердженнями фольклориста В. Г. Смолицького. На думку культурного антрополога доц. С. Б. Борисова, така ситуація тривала і в 1940-і роки. З 1950-х років гра стала переважно дівочою.
Цікавий анекдот: у Данії Євросоюз спробував заборонити виробництво скляних біт для цієї гри. Однак заборону було скасовано силами данців.

## Правила гри
Традиційним ігровим полем вважається прямокутник із десяти квадратів, накреслених по п'ять у лінію. Розмір кожного квадрата — 4—5 ступень одного з учасників. Іноді за попередньою домовленістю поле першого та останнього квадрата зменшується проведенням дуги з кутка квадрата в сусідній кут, на відсічену площу не можна наступати та забивати на неї біт(к)у, ця площа замальовується і на ній пишеться «вогонь» або «вода». Грають за чергою, яка вибудовується за попередньою домовленістю про спосіб її визначення (жеребом, лічилкою тощо.) Кожен гравець починає з того, що кидає біт(к)у в перший квадрат. Потім, стрибаючи на одній нозі, він штовхає цією ногою бітку з першого квадрата в другий і за нею перестрибує в такий квадрат, проробляючи шлях з другого квадрата в третій тощо. П'ятий квадрат вважається місцем відпочинку — в ньому можна встати на обидві ноги, переминатися тощо. Не можна самому або біт(к)ою зачіпати риску, що обмежує квадрати. З останнього квадрата потрібно виштовхнути бітку за межі ігрового поля. Після успішного закінчення першого кону гравець кидає бітку в інший квадрат, і так далі. Будь-яке порушення правил гри призводить до переходу права гри до наступного гравця.
Після проходження простого 1-го рівня (стоячи на 2-х ногах та переступаючи) з десяти конів ідуть складніші рівні (на одній нозі, виключаючи 4-й) по 10 конів кожний:
- другий — на одній нозі;
- третій — навпаки (іншою стороною ступні);
- четвертий — двома ногами одночасно (після цього гравець вибирає будиночок, тобто клітку, в яку ніхто, крім нього, вставати не може);
- п'ятий — стрибки через одну клітку;
- шостий — не показуючи зуби;
- сьомий — кидаючи битку з п'ятого класу;
- восьмий — зігнувшись;
- дев'ятий — струмочок, тобто десять разів на одній нозі з першого одразу в десятий (тобто вправо) та назад;
- десятий.

Варіант:
- проста
- кульгаючи (на одній нозі)
- кочерга (битка вибивалася вліво)
- лівша (стрибали на лівій нозі)
- королівська (не можна переминатися, один стрибок — один удар)
- контрольна (якщо зробив помилку переходиш в 1 клас)
- сліпа (битка кидалась наосліп)
- випускна

Виграє той, хто першим пройде всі рівні швидше за інших. Подальші місця розподіляються відповідно до порядку завершення гри.

## Обов'язкові умови гри
1. з біткою в одному класі не стояти двома ногами (виключаючи четвертий рівень);
2. не топтатися і не посувати бітку в одному класі;
3. той, хто кинув бітку та потрапив на межу пропускає кон;
4. не пройшовши кон гравець чекає своєї черги в новому колі й повторює його;
5. не наступати на лінії квадратів.